# East Germantown
East Germantown és una població dels Estats Units a l'estat d'Indiana. Segons el cens del 2000 tenia 243 habitants.

## Demografia
Segons el cens del 2000, East Germantown tenia 243 habitants, 95 habitatges, i 72 famílies. La densitat de població era de 721,7 habitants/km².
Dels 95 habitatges en un 37,9% hi vivien nens de menys de 18 anys, en un 61,1% hi vivien parelles casades, en un 9,5% dones solteres, i en un 23,2% no eren unitats familiars. En el 23,2% dels habitatges hi vivien persones soles el 12,6% de les quals corresponia a persones de 65 anys o més que vivien soles. El nombre mitjà de persones vivint en cada habitatge era de 2,56 i el nombre mitjà de persones que vivien en cada família era de 2,95.
Per edats la població es repartia de la següent manera: un 28,4% tenia menys de 18 anys, un 4,1% entre 18 i 24, un 29,2% entre 25 i 44, un 26,7% de 45 a 60 i un 11,5% 65 anys o més.
L'edat mediana era de 38 anys. Per cada 100 dones de 18 o més anys hi havia 93,3 homes.
La renda mediana per habitatge era de 30.714$ i la renda mediana per família de 35.000$. Els homes tenien una renda mediana de 31.250$ mentre que les dones 19.063$. La renda per capita de la població era de 12.827$. Entorn del 15% de les famílies i el 15,3% de la població estaven per davall del llindar de pobresa.

## Poblacions més properes
El següent diagrama mostra les poblacions més properes.